# Фригийский оборот
Фриги́йский оборо́т (нем. phrygische Wendung) в музыке — нисходящий ход по ступеням звукоряда натурального минора, от первой к пятой ступени. У Н. А. Римского-Корсакова, впервые систематически описавшего фригийский оборот на русском языке, носит название «фригийской последовательности». Названием фригийский оборот обязан сходству с нижним тетрахордом фригийского лада.
Типичная гармонизация фригийского оборота в мелодии выглядит как I-III-IV-V:
Фригийский оборот в басу (типичные гармонизации I—V6-IV6-V или I-VII-IV6-V) заканчивается фригийской каденцией (которая может возникать и в других, кроме упомянутых, звуковысотных контекстах):
Фригийский оборот довольно часто встречается в музыке барокко — у А. Корелли (Concerto grosso, op. 6 № 3, Grave), И. С. Баха, Г. Ф. Генделя (оратория «Иуда Маккавей»), редко в музыке венских классиков, затем возобновляется (в качестве осознанного модализма) у западноевропейских романтиков (Ф. Лист, Ф. Шопен и др.), в русской национальной композиторской школе (А. Л. Гурилев, М. И. Глинка, Н. А. Римский-Корсаков, М. П. Мусоргский, А. К. Глазунов и др.). В южно-испанской народной музыке фригийский оборот (именуемый там «андалузской каденцией») — специфическая особенность многих жанров (palos) фламенко.